# Ejército de Oriente
El Ejército de Oriente fue una división del Ejército Mexicano que existió durante la Segunda Intervención Francesa en México. La división fue activada en febrero de 1862 por decreto del presidente Benito Juárez, teniendo como primer comandante al general José López Uraga, sin embargo al poco tiempo solicitó su relevo, siendo sustituido por el general Ignacio Zaragoza.
Inicialmente, la división contaba con 11,500 elementos, de los cuales la mayoría carecía de instrucción militar y armamento. La división participó en la batalla de Puebla, una importante victoria para la república. Sin embargo, el 8 de septiembre de 1862 el general Ignacio Zaragoza muere de tifus murino contraído por infestación de piojos, consecuencia de las fatigas y la insalubridad de la campaña el 8 de septiembre de 1862, a la edad de 33 años. El mando pasó a manos del general Jesús González Ortega.
El 16 de marzo de 1863, las fuerzas francesas, bajo el mando del mariscal Frédéric Forey avanzan nuevamente hacia Puebla. El Ejército de Oriente es auxiliado por el Ejército del Centro bajo mando de Ignacio Comonfort, los combates duran 62 días en un evento conocido como el Sitio de Puebla y finalmente el 17 de mayo, González Ortega, al ver que ya no había más parque ni suministros decide rendirse. Debido a la derrota en esta última contienda, muchos elementos cayeron en calidad de prisioneros y el ejército de oriente casi desapareció.
A finales de 1863, Porfirio Díaz fue ascendido a General de División y marchó a Oaxaca donde se autonombró gobernador del estado, estableció su cuartel y comenzó la reorganización del Ejército de Oriente. A principios de 1864, las fuerzas imperiales dominaban los territorios del centro y occidente del país y en el sur varios grupos guerrilleros defendían la república.
En enero de 1865, las fuerzas imperiales sitian Oaxaca y el 8 de febrero Díaz rinde la plaza y es capturado junto con gran parte de su ejército. Díaz escapa de prisión en el segundo semestre de 1865 y regresa a Oaxaca, donde una vez más reorganiza la división el 12 de noviembre de 1865. Manuel González Flores fue quien mantuvo este ejército como una guerrilla en Oaxaca. 
El 2 de febrero de 1866, Díaz comenzó a levantar guerrillas en todo el estado de Oaxaca, y durante todo el año, se encargó de ocupar posiciones alrededor de la capital. El ejército de Oriente obtuvo una importante victoria en la batalla de Miahuatlán el 3 de octubre, donde vencieron a una unidad francesa que le duplicaba en número.
El 18 de octubre, el Ejército de Oriente venció a las fuerzas imperiales en la Batalla de la Carbonera. La victoria en La Carbonera permitió que el Ejército de Oriente se suministrara adecuadamente con armas y municiones, las cuales escaseaban y el 20 de octubre, la división sitió la ciudad de Oaxaca y expulsaron finalmente a las fuerzas imperiales el 31 de octubre de 1866.
En diciembre de 1866, el gobierno liberal envió armamento, municiones y equipo utilizados en la guerra civil estadounidense a Porfirio Díaz, quien envió a su ejército a Puebla, donde sitió la ciudad del 9 al 31 de marzo de 1867 y liberó la ciudad el 2 de abril de 1867. Continuando con su avance, el Ejército de Oriente alcanzó las Lomas de San Lorenzo el 15 de abril del mismo año. Finalmente, Díaz y su Ejército de Oriente toman la Ciudad de México el 21 de junio de 1867. 
En su mejor momento, la división llegó a contar con 12 000 soldados. El 23 de julio de 1867, Juárez la redujo a solo 4000 soldados y la división fue desapareciendo paulatinamente.